# University of Miami Women's Volleyball
La University of Miami Women's Volleyball è la squadra pallavolo femminile appartenente alla University of Miami, con sede a Coral Gables (Florida): milita nella Atlantic Coast Conference della NCAA Division I.

## Storia
Il programma di pallavolo femminile della University of Miami viene fondato nel 1973 da Chris Bell: in nove anni le Hurricanes vedono avvicendarsi ben quattro allenatori diversi, finché nel 1982 il programma viene dismesso per quasi vent'anni. 
Nel 2001 riprende le attività con al timone Nicole Lantagne, affiliandosi inizialmente alla Big East Conference e poi all'Atlantic Coast Conference. Durante la sua gestione le Hurricanes si qualificano per la prima volta alla post-season, partecipando alla NCAA Division I 2002, dove si spingono fino alle Sweet Sixteen; in seguito partecipano al torneo NCAA Division I in altre tre occasioni, sempre eliminate tra il primo e il secondo turno.
Il programma viene poi affidato dal 2013 a Jose Gandara e con lui le Hurricanes centrano diversi primi e secondi turni alla post-season.

## Record
| Piazzamento |    | Edizione                                            |
| ----------- | -- | --------------------------------------------------- |
| Tornei NCAA | 13 | Sweet Sixteen: 1 2002                               |
| Tornei NCAA | 13 | Secondo turno: 6 2011, 2014, 2017, 2021, 2023, 2024 |
| Tornei NCAA | 13 | Primo turno: 6 2009, 2010, 2012, 2013, 2015, 2022   |

## Conference
- Big East Conference: 2002-2003
- Atlantic Coast Conference: 2004-

## All-America

### Second Team
- Lane Carico (2011)
- Savanah Leaf (2014)

### Third Team
- Lane Carico (2010)
- Emani Sims (2012)
- Flormarie Heredia (2024)

## Allenatori
- Chris Bell: 1973-1974
- Carol Smith: 1975
- Sue Uscier: 1976-1977
- Cheryl Holt: 1978-1981
- Nicole Lantagne: 2001-2012
- Jose Gandara: 2013-